# Matteo Moschetti
Matteo Moschetti, né le 14 août 1996 à Milan, est un coureur cycliste italien.

## Biographie
Matteo Moschetti a commencé sa carrière sportive en pratiquant le football jusqu'à ce qu'il commence à faire du vélo, contre la volonté de ses parents. Dans un premier temps, il pratique les deux sports, puis décide finalement de faire uniquement du vélo à l'âge de 14 ans.

### Débuts
Il obtient ses premiers succès en cyclisme sur piste. En 2014, chez les juniors (moins de 19 ans), il est champion d'Italie de poursuite par équipes et de course à l'américaine, et deuxième de la poursuite individuelle derrière Filippo Ganna.
En 2017, il devient champion d'Italie sur route espoirs et obtient un contrat de stagiaire au sein de l'UCI WorldTeam Trek-Segafredo. En 2018, il rejoint l'équipe continentale Polartec-Kometa, l'équipe de développement de Trek Segafredo dirigée par Alberto Contador et Ivan Basso. Cette année, il remporte plusieurs succès d'étape au Tour de Normandie et au Tour de Burgos. En tant que membre de l'équipe nationale italienne espoirs, il remporte le ZLM Tour. Il est à nouveau stagiaire chez Trek-Segafredo au milieu de la saison 2018, puis obtient un contrat professionnel à partir de 2019. 

### Trek-Segafredo
Pour sa première compétition World Tour, il passe proche du succès lors de la quatrième étape du Tour des Émirats arabes unis, seulement devancé par Caleb Ewan. Au printemps, il se distingue sur deux courses d'un jour, le Grand Prix de Denain (4e) et le Grand Prix de l'Escaut (10e). En mai, il participe à son premier Tour d'Italie, réalisant deux tops 5 (5e et 4e) avant d'être victime d'une chute lors de la dixième étape, le contraignant à quitter la course. Il décroche une nouvelle place lors de sa dernière course de la saison, 5e d'étape sur le Tour du Guangxi.
Il commence de la meilleure des manières sa deuxième saison au sein de la formation Trek-Segafredo, vainqueur de ses deux premières courses de la saison lors du Challenge de Majorque. Cinq jours après son deuxième succès espagnol, il est victime d'une sévère chute lors de l'Étoile de Bessèges, souffrant notamment d'une dislocation du fémur droit et d'une fracture de l'acetabulum.

## Palmarès sur route

### Par année
| - 2015 - Coppa Comune di Livraga - 2e du Circuito Molinese - 2016 - Targa Libero Ferrario - 2e du Gran Premio Somma - 3e du Trophée de la ville de Brescia - 3e du Trophée Lampre - 2017 - Champion d'Italie sur route espoirs - Pistoia-Fiorano - Coppa d'Inverno - 2e des Strade Bianche di Romagna - 2e du Grand Prix Colli Rovescalesi - 3e du Gran Premio Montanino - 3e du Giro del Valdarno - 2018 - 1re et 4e étapes du Tour d'Antalya - Grand Prix International de Rhodes - 2e étape du Tour international de Rhodes - 4e et 7e étapes du Tour de Normandie - ZLM Tour - 2e étape du Tour de Burgos - 2e étape du Tour de Hongrie | - 2020 - Trofeo Playa de Palma-Palma - Trofeo Ses Salines-Campos-Porreres-Felanitx - 2021 - Per sempre Alfredo - 2022 - 4e étape du Tour de la Communauté valencienne - 2e étape du Tour de Grèce - 2023 - Clásica de Almería - Grand Prix d'Isbergues - 3e de Grand Prix de Fourmies - 2024 - 2e de la Clásica de Almería - 2025 - 5e étape de l'AlUla Tour - Grand Prix Criquielion - 1re et 5e étapes du Tour de Grèce - 2e étape du Tour de Burgos - 2e de la Nokere Koerse - 3e du Grand Prix de l'Escaut |  |

### Résultats sur les grands tours

#### Tour d'Italie
3 participations
- 2019 : non-partant (11e étape)
- 2021 : 141e
- 2025 : 152e

#### Tour d'Espagne
1 participation
- 2020 : hors-délai (7e étape)

### Classements mondiaux
| Année                                 | 2017  | 2018 | 2019 | 2020 | 2021 | 2022 | 2023 | 2024 |
| ------------------------------------- | ----- | ---- | ---- | ---- | ---- | ---- | ---- | ---- |
| Classement mondial                    | 2897e | 408e | 499e | 159e | 255e | 795e | 119e | 235e |
| UCI Europe Tour                       | 1947e | 230e | 382e | 131e | 217e | 598e | 96e  | nc   |
|                                       |       |      |      |      |      |      |      |      |
| Légende : nc = non classéSource : UCI |       |      |      |      |      |      |      |      |

## Palmarès sur piste

### Championnats nationaux
- 2013
  - 3e du championnat d'Italie de poursuite juniors
- 2014
  -  Champion d'Italie de poursuite par équipes juniors (avec Giovanni Pedretti, Imerio Cima et Giacomo Garavaglia)
  -  Champion d'Italie de l'américaine juniors (avec Giacomo Garavaglia)
  - 2e du championnat d'Italie de poursuite juniors